# Terminal Rodoviário de Coronel Fabriciano
O Terminal Rodoviário de Coronel Fabriciano (oficialmente Terminal Rodoviário Urbano Rufino da Silva Neto), também conhecido como Rodoviária de Coronel Fabriciano ou Rodoviária Nova, é uma estação rodoviária que funciona como terminal de passageiros no município brasileiro de Coronel Fabriciano, no interior do estado de Minas Gerais. É o maior e mais movimentado de toda a Região Metropolitana do Vale do Aço, com fluxo médio anual de cerca de 150 mil passageiros.

## História

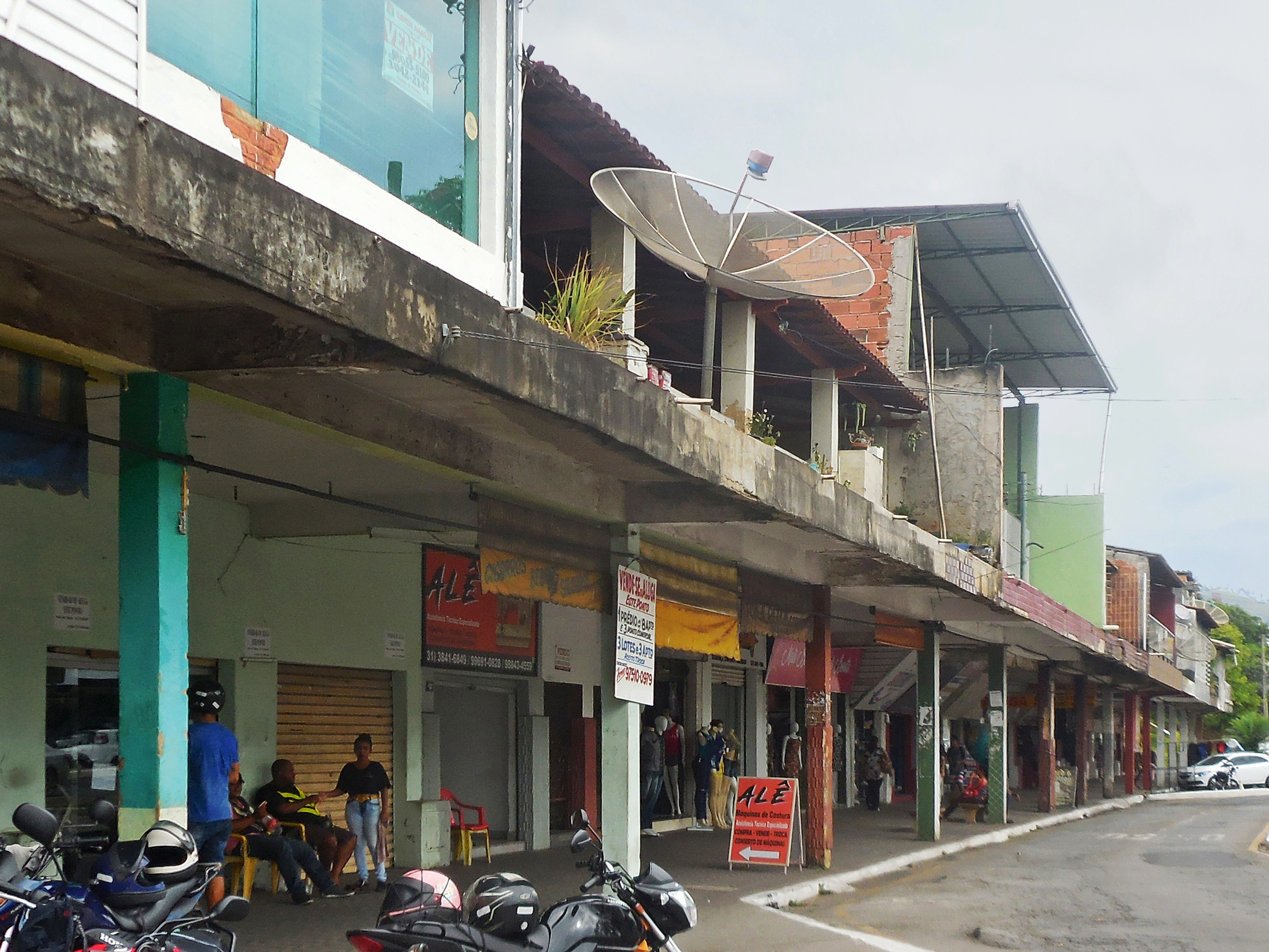
Vista da "Rodoviária Velha", antigo terminal rodoviário da cidade, no bairro Giovannini. Foto de 2019.

A área onde está situado o terminal rodoviário fora ocupada originalmente pela Estação do Calado, inaugurada em 1924 e desativada em 1979, após o traçado da Estrada de Ferro Vitória a Minas (EFVM) ser transferido para fora da cidade em função do adensamento urbano do Centro de Fabriciano. A antiga estação ferroviária foi demolida em março de 1982, cedendo espaço para a construção da rodoviária.
O antigo terminal rodoviário da cidade estava localizado na Avenida Governador José de Magalhães Pinto e foi construído na década de 1950, em uma área doada pelo empresário e comerciante Alberto Giovannini. Após a construção da nova rodoviária, a antiga foi desativada e passou a ser utilizada como um conjunto de lojas e apartamentos de classe baixa, que ficou conhecido posteriormente como "Rodoviária Velha". A Rua Pedro Nolasco, no entanto, já representava a principal parada dos ônibus do transporte coletivo urbano e interurbano devido ao movimento comercial e à presença da antiga estação ferroviária.
O projeto do atual Terminal Rodoviário de Coronel Fabriciano é de autoria do arquiteto Flávio Almada e data de 1984, em uma área de 3 230 m². O terminal veio a ser inaugurado pelo então governador Newton Cardoso e prefeito Paulo Almir Antunes em setembro de 1988, em substituição ao antigo, sendo ainda conhecido como "Rodoviária Nova". Posteriormente recebeu a denominação de Terminal Rodoviário Urbano Rufino da Silva Neto, em referência ao ex-prefeito Rufino da Silva Neto.
Ao lado da atual rodoviária funcionava o terminal urbano do município e seu terminal de integração, que foi construído para a baldeação de linhas, onde era possível pegar dois ônibus das empresas de transporte público municipal pagando apenas uma passagem. Em junho de 2008, no entanto, ambos foram transferidos para outro lugar no Centro de Fabriciano. Nesse local foi construída a Praça da Estação, inaugurada em outubro do mesmo ano.

## Descrição
Conta com área de cerca de 3 230 m² e seu complexo abrange um restaurante, duas lanchonetes, um guarda-volumes, uma banca de revistas, guichês e seis estabelecimentos alugáveis. Os estabelecimentos do segundo piso abrigam sedes de órgãos e entidades que prestam serviços públicos. Um problema que se faz presente no terminal é a insegurança, com fluxo frequente de pedintes e andarilhos e ocorrências de assaltos.